# Jozef Árvay
Jozef Árvay (13. února 1900 – 9. března 1981) byl slovenský a československý politik Komunistické strany Slovenska a poúnorový poslanec Slovenské národní rady a Národního shromáždění ČSSR.

## Biografie
V březnu 1954 byl dodatečně jako náhradník ustanoven poslancem Slovenské národní rady. Poslancem SNR byl pak zvolen opětovně v řádných volbách roku 1954.
Ve volbách roku 1960 byl zvolen za KSS do Národního shromáždění ČSSR za Západoslovenský kraj). Podílel se na projednávání nové ústavy ČSSR. V parlamentu setrval až do konce funkčního období, tedy do voleb roku 1964.
V letech 1957–1966 se uvádí jako člen Ústředního výboru Komunistické strany Slovenska či jako účastník zasedání ÚV KSS.